# ISO 3166-2:HN

Mapa administrativního rozdělení Hondurasu.

Kódy ISO 3166-2 pro Honduras identifikují 18 departementů (stav v roce 2015). První část (HN) je mezinárodní kód pro Honduras, druhá část sestává z dvou písmen identifikujících department.

## Seznam kódů
```
HN-AT Atlántida (La Ceiba)
HN-CH Choluteca (Choluteca)
HN-CL Colón (Trujillo)
HN-CM Comayagua (Comayagua)
HN-CP Copán (Santa Rosa de Copán)
HN-CR Cortés (
San Pedro Sula
)
HN-EP El Paraíso (Yuscarán)
HN-FM Francisco Morazán (
Tegucigalpa
)
HN-GD Gracias a Dios (Puerto Lempira)
HN-IB 
Islas de la Bahía
 (Roatán)
HN-IN Intibucá (La Esperanza)
HN-LE Lempira (Gracias)
HN-LP La Paz (La Paz)
HN-OC Ocotepeque (Nueva Ocotepeque)
HN-OL Olancho (Juticalpa)
HN-SB Santa Bárbara (Santa Bárbara)
HN-VA Valle (Nacaome)
HN-YO Yoro (Yoro)
```